# Route départementale 119 (Yvelines)
Pour les articles homonymes, voir Route départementale 119.
La route départementale 119 ou D119, est une petite route du département français des Yvelines dont l'essentiel du tracé est d'intérêt local.
À l'instar d'un grand nombre de routes du département, sa portion est, en l'occurrence celle entre la route départementale 30 et Beynes, voit une densification de la circulation aux heures de pointe, c'est-à-dire le matin dans le sens ouest-est en direction de la capitale et le soir dans le sens inverse.

## Itinéraire
Dans le sens est-ouest, les communes traversées sont :
- Chavenay : à l'extrémité ouest du territoire communal, le début de la D119 est une sortie de la route départementale 30 (Achères - Plaisir), dans son sens de circulation nord-sud, alors que, dans le sens ouest-est de la D119, un passage sous la D30 permet de la rejoindre dans le sens sud-nord ;
- Thiverval-Grignon : orientée vers le sud-ouest, la route longe le hameau de Grignon en montant vers le plateau pour arriver à un carrefour giratoire où commence la route départementale 109 (vers Plaisir et la portion sud de la D30 ainsi qu'ultérieurement, Villepreux) puis prend la direction de l'ouest en longeant l'enceinte du château de Grignon et passe à courte distance du village de Thiverval ;un carrefour marque le début, vers le nord, de la route départementale 198, vers Crespières et Les Alluets-le-Roi ;
- Beynes : la route longe le quartier du Val des Quatre Pignons au nord et l'aérodrome de Beynes au sud puis descend, avec le nom de route de Frileuse (nom du camp militaire près du Val des Quatre Pignons), vers le centre du village et la vallée de la Mauldre ; depuis le carrefour de l'Estandart jusqu'à la route de Maule, soit dans la quasi-totalité de la traversée du village, la D119 fusionne avec la route départementale 191 (Épône - Les Essarts-le-Roi) avec le nom de rue de la République ; elle traverse ensuite le nord de la forêt de Beynes au milieu des installations de Gaz de France et en passant à proximité de l'écart de La Couperie ;
- Marcq : la D119, Grande Rue du village, le traverse longitudinalement ;
- Thoiry : au rond-point près de l'église, la route croise la route départementale 45 (Orgeval - Orgerus) puis traverse le hameau des Vignettes avec le nom de rue des Vignettes, contournant ainsi par le nord le centre du village où passe la route départementale 11 (Saint-Cyr-l'École - Septeuil) puis longeant le nord du hameau de Villarceaux ;
- Goupillières : la D119 traverse le village avec le nom de Grande Rue ;
- Hargeville : toujours Grande Rue, la route traverse l'est du village et se termine au croisement avec la route départementale 65 (D11 - Mantes-la-Ville).